# Carex pigra
Carex pigra är en halvgräsart som beskrevs av Robert Francis Cox Naczi. Carex pigra ingår i släktet starrar, och familjen halvgräs. Inga underarter finns listade i Catalogue of Life.